# Graíces
Graíces (llamada oficialmente San Vicente de Graíces) es una parroquia y una aldea del municipio español de La Peroja, en la provincia de Orense, Galicia.

## Organización territorial
La parroquia está formada por catorce entidades de población, constando trece de ellas en el nomenclátor del Instituto Nacional de Estadística español:
- Andelo
- A Peroxa (A Peroxa Vella)
- Barra de Cima
- Carballedo
- Casar (O Casar)
- Fontaíño (O Fontaíño)
- Graíces
- Gulfariz
- Louredo
- Mereixe
- Pousada
- Santa Eugenia (Santa Ouxea)
- Villerma (Vilerma)
- Vispín

## Demografía

### Parroquia
| Gráfica de evolución demográfica de Graíces (parroquia) entre 2000 y 2023 |
|                                                                           |
| Datos según el nomenclátor publicado por el INE.                          |

### Aldea
| Gráfica de evolución demográfica de Graíces (aldea) entre 2000 y 2023 |
|                                                                       |
| Datos según el nomenclátor publicado por el INE.                      |

## Patrimonio
- Pazo de Láncara: casa hidalga situada en el pueblo que da nombre a la parroquia. Pazo de planta rectangular. Presenta una solaina en su fachada principal con balaustrada de piedra. Destacan varios escudos también en su fachada que lo vinculan con varios linajes. Actualmente se encuentra en mal estado de conservación, pero con nuevos propietarios que inician una fase de rehabilitación.
- Iglesia de San Vicente de Graíces: iglesia del siglo XVII de estilo barroco. Típico ejemplo de arquitectura religiosa rural. Nave de planta rectangular. En su interior destaca el retablo barroco del escultor orensano Alonso López. La patrona es la Virgen María bajo la advocación mariana de la Virgen de las Nieves y su patrón San Vicente.

## Festividades
Las fiestas mayores se celebran en el mes de agosto y son en honor a la Virgen de las Nieves.